# 北川民次
北川 民次（きたがわ たみじ、1894年1月17日 - 1989年4月26日）は、静岡県榛原郡五和村牛尾（現：島田市牛尾）出身の洋画家。二科会会長（1978年）。アメリカ合衆国とメキシコに計22年間滞在し、高まりを見せていたメキシコ壁画運動などのメキシコ絵画の影響を受けて力強い作風の作品を残した。児童美術の教育者としても活動した。

## 生涯

### 学生時代

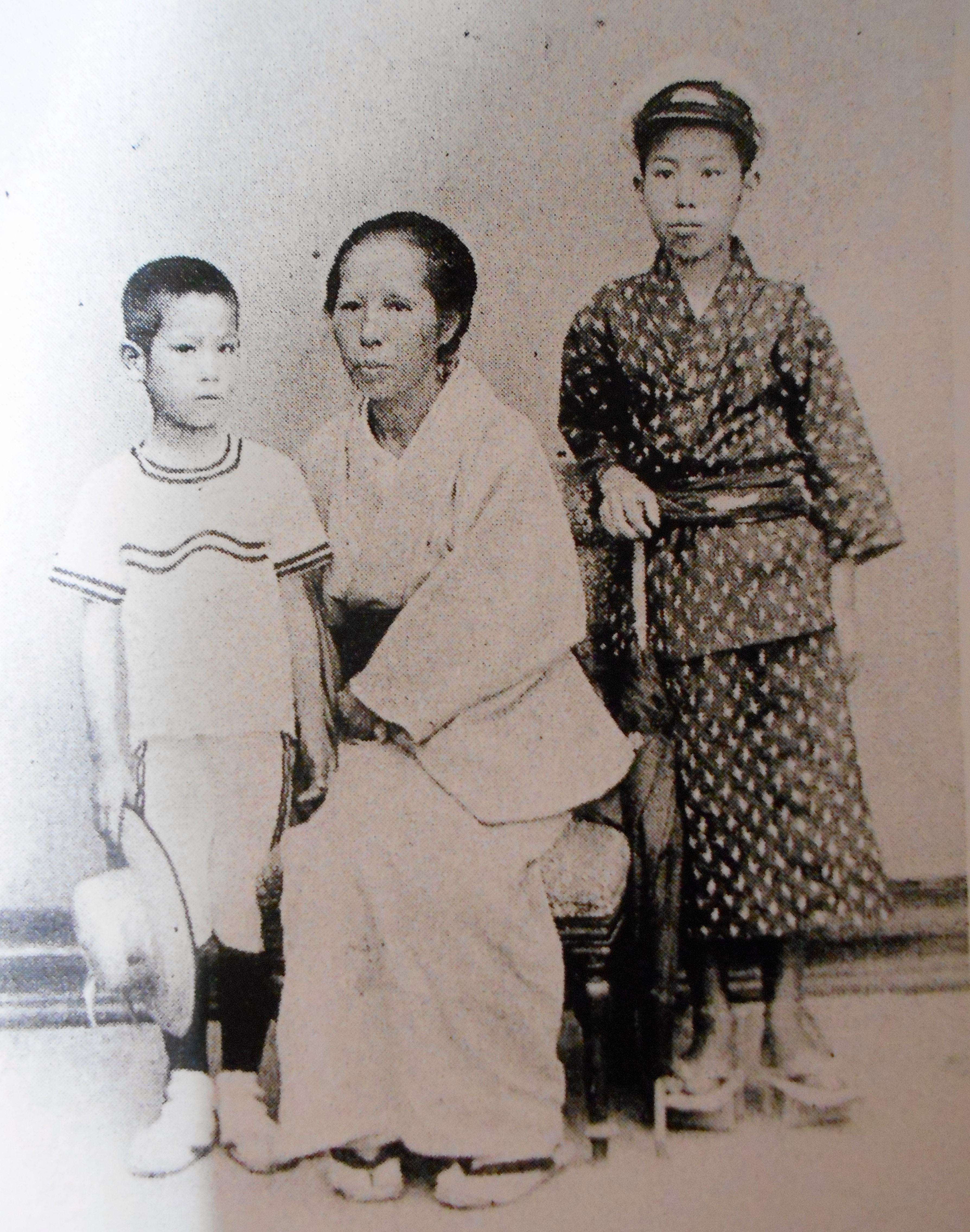
民次（左）と母親と兄

1894年（明治27年）1月17日、静岡県榛原郡五和村牛尾（現・島田市牛尾（五和地区））に生まれた。父親は幸次郎、母親はきく。異母兄2人、異母姉1人、異腹姉1人、実兄2人、実姉1人がおり、民次は五男だった。地主でもある北川家は製茶業を営んでおり、アメリカ合衆国への日本茶の輸出も手掛けていた。小学校卒業後には静岡県立静岡商業学校に進学し、江戸時代の軟文学を読み漁ったり、女義太夫を観に芝居小屋に出向いたりした。
1910年（明治43年）に静岡商業学校を卒業し、早稲田大学商学部予科に進学して高田馬場に下宿した。早稲田では後に詩人となる秋田雨雀の知遇を得たほか、予科で上級だった宮崎省吾（フュウザン会出品画家）に手ほどきを受け、1912年（大正元年）頃に絵を描き始めた。早稲田の英文学の教員には北川と同郷の本間久雄がおり、宮崎の同郷の椿貞雄とも知り合った。

### アメリカ時代

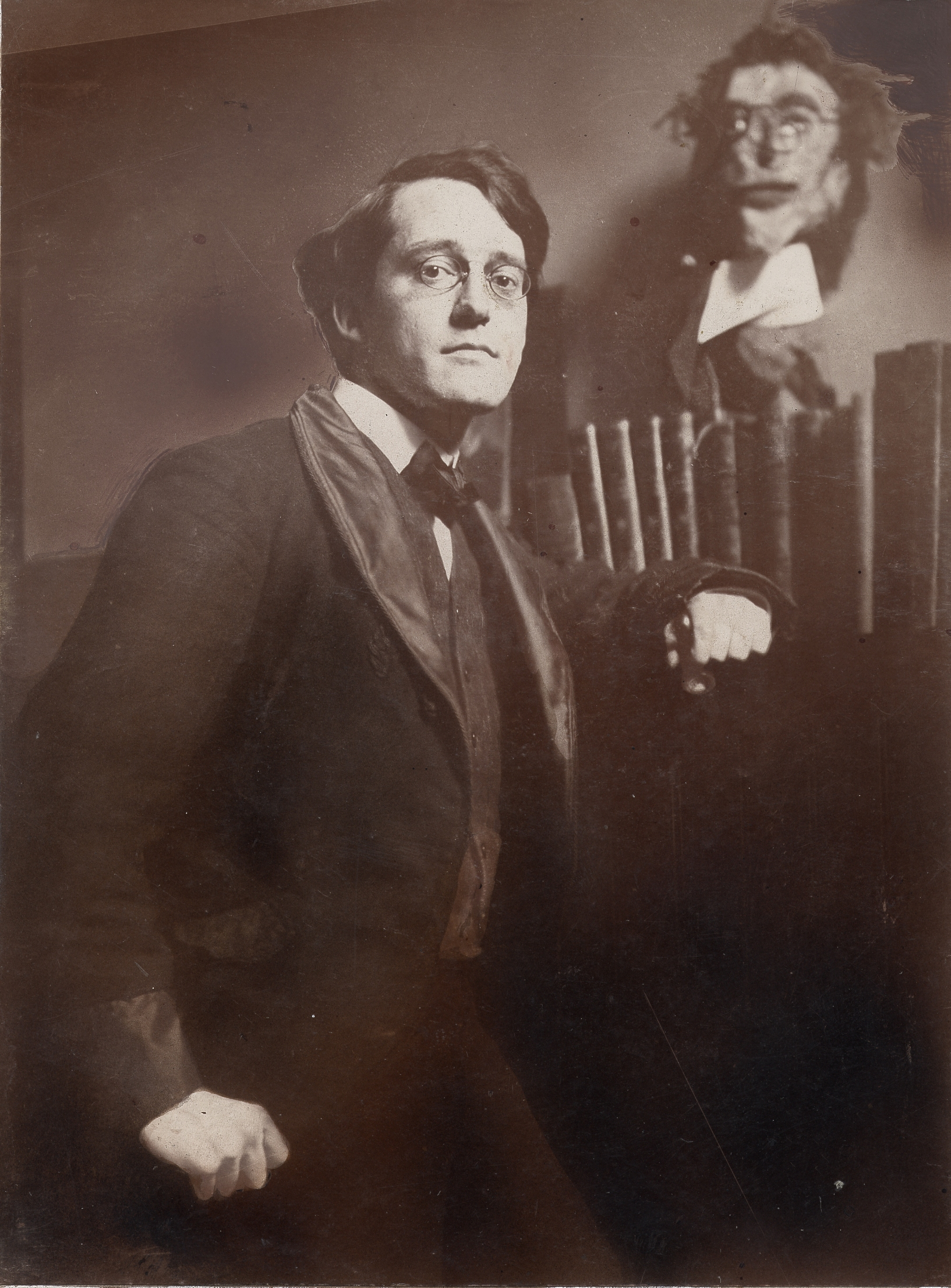
ニューヨークで師事したスローン

1914年（大正3年）に早稲田大学を中退して横浜港から渡米した。まずはオレゴン州ポートランド在住の実兄・津久井育平の家に身を寄せ、レストランで働きながら語学学校に通って英語を習得した。1年あまりでアメリカ西海岸を去ると、イリノイ州シカゴでの滞在期間を挟み、1916年（大正5年）初頭にニューヨークに渡った。ニューヨークでは舞台の書き割りを担当する職人として働いて生計を立て、この経験が後に構図のセンスの良さにつながったとされる。劇団が地方巡業に出る際には北川も同行し、劇場組合員として労働争議にも参加。北川は当時を「学生というより、労働者と言ったほうが適切であった」と振り返っている。
1919年（大正8年）には美術研究所であるアート・スチューデンツ・リーグ・オブ・ニューヨークに入学。夜間のコースを開催していたジョン・スローンに師事しているが、後にはスローンが社会主義者だったからスローンを選んだとも語っている。スローンに学んだ日本人には石垣栄太郎やヘンリー杉本などもいる。北川と同時期には国吉康雄もアート・スチューデンツ・リーグの別教室で学んでおり、国吉とは芸術や社会を論じた。スローンには「民衆を描くこと」「目前の対象を忠実に描くこと」を学び、1921年（大正10年）にアート・スチューデンツ・リーグを卒業した。アメリカ合衆国ではフリードリヒ・ニーチェの思想に傾倒し、ジークムント・フロイトの心理学も学んだ。ニューヨーク時代にどのような作品を描いていたのかは定かでない。

### メキシコ時代

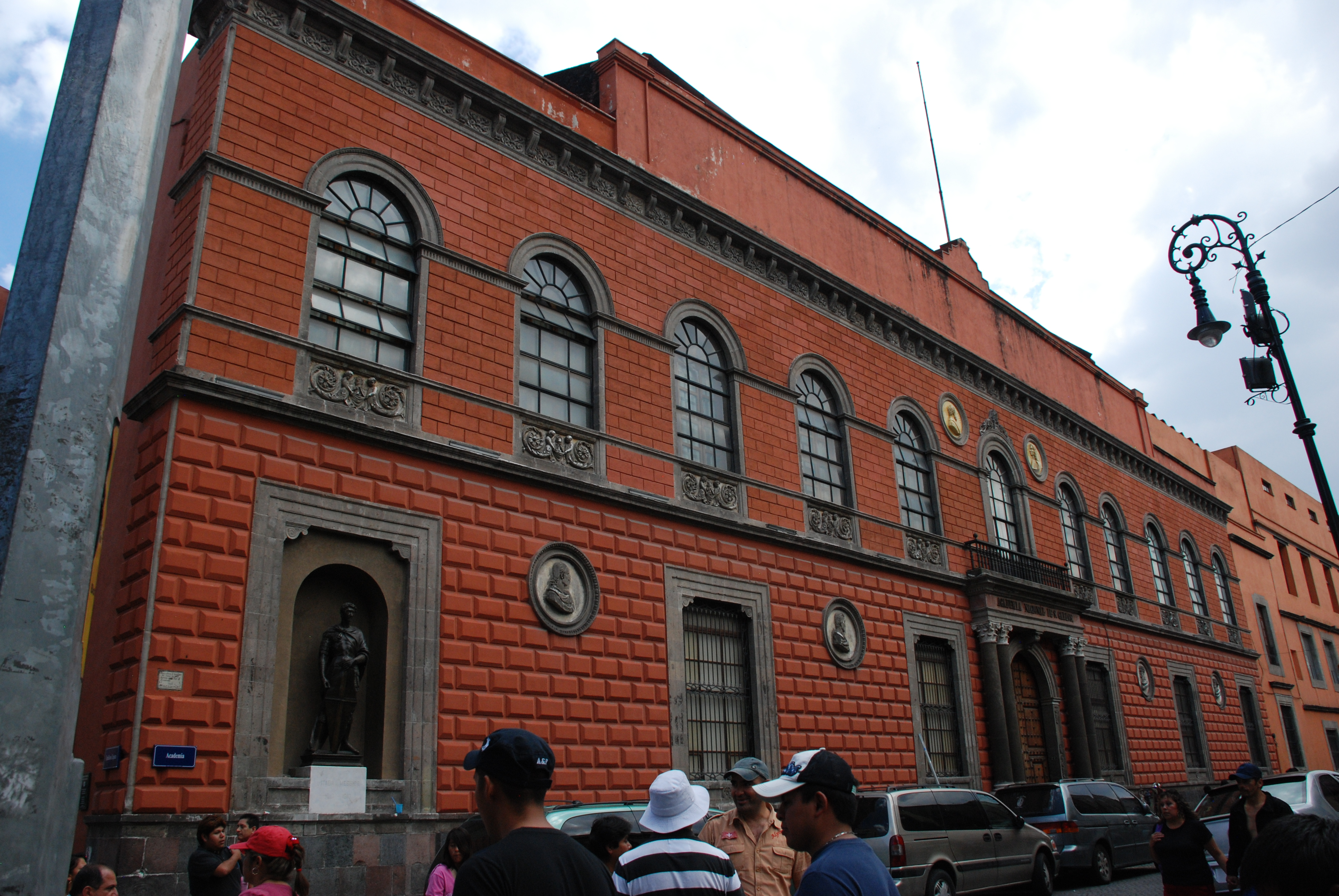
サン・カルロス美術学校

1922年（大正11年）10月にはニューヨークを後にし、フロリダ州マイアミで日本人経営者の農園の労働監督者を務めた。その後キューバのハバナではホテルで働いていたが、アメリカで貯めた3,000ドルやニューヨーク時代のデッサンなどが入ったスーツケースを日本人に持ち逃げされた。1923年（大正12年）9月にはメキシコのオリサバに着き、しばらくの間は聖画の行商を行った。同年中にメキシコシティのサン・カルロス美術学校（メキシコ国立美術学校）に入学すると、3か月で課程を修了して卒業している。サン・カルロス美術学校はホセ・クレメンテ・オロスコやディエゴ・リベラやダビッド・アルファロ・シケイロスが学んだ学校でもある。

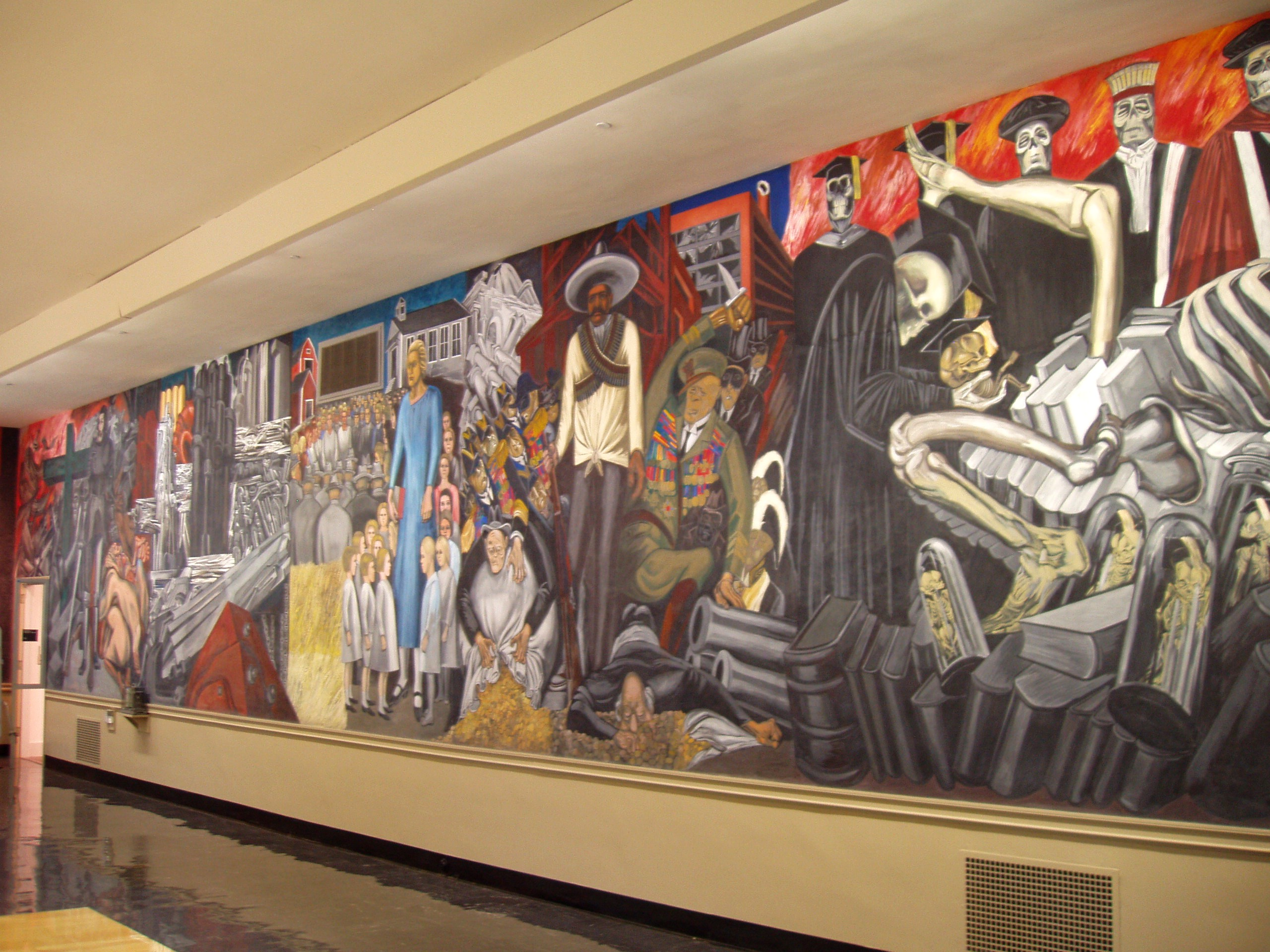
メキシコ壁画運動を牽引したオロスコによる壁画『アメリカ文明の叙事詩』

1924年（大正13年）にはメキシコシティ郊外のチュルブスコ僧院に附属した野外美術学校のスタッフとなり、オロスコ、リベラ、シケイロスらによるメキシコ壁画運動（メキシコ・ルネサンス）に共感。1925年（大正14年）にはメキシコシティ郊外のトランバムの野外美術学校で教えはじめ、野外美術学校の生徒の作品展はメキシコ大統領や文部大臣などが称賛、ヨーロッパにも巡回されてパブロ・ピカソ、アンリ・マティス、藤田嗣治などが称賛した。1926年（大正15年）には野外美術学校の正規教員となっている。
1931年（昭和6年）にはタスコ・デ・アラルコンに移転した野外美術学校の校長となった。この間の1929年（昭和4年）11月17日には二宮てつ乃と結婚し、1930年（昭和5年）には長女が生まれている。日本で看護師をしていたてつ乃は、駐日スペイン大使の娘を看護した縁でスペインを訪れ、同大使のメキシコ転勤の際にメキシコに同行していたのである。1933年（昭和8年）には南北アメリカを旅行中の藤田嗣治とその妻マドレーヌが、一週間に渡って北川の家に滞在。タスコ在住時には国吉康雄、イサム・ノグチ、シケイロス、リベラなどの訪問も受けている。計22年間滞在したアメリカとメキシコでは自由と民主主義を基本的思想とし、メキシコでは銅版画の技術を習得している。42歳だった1936年（昭和11年）夏にはタスコの野外美術学校を閉鎖し、7月30日には妻子とともに横浜港に到着した。グッゲンハイム奨励金を得ることや、長女を日本で教育させるための帰国であった。

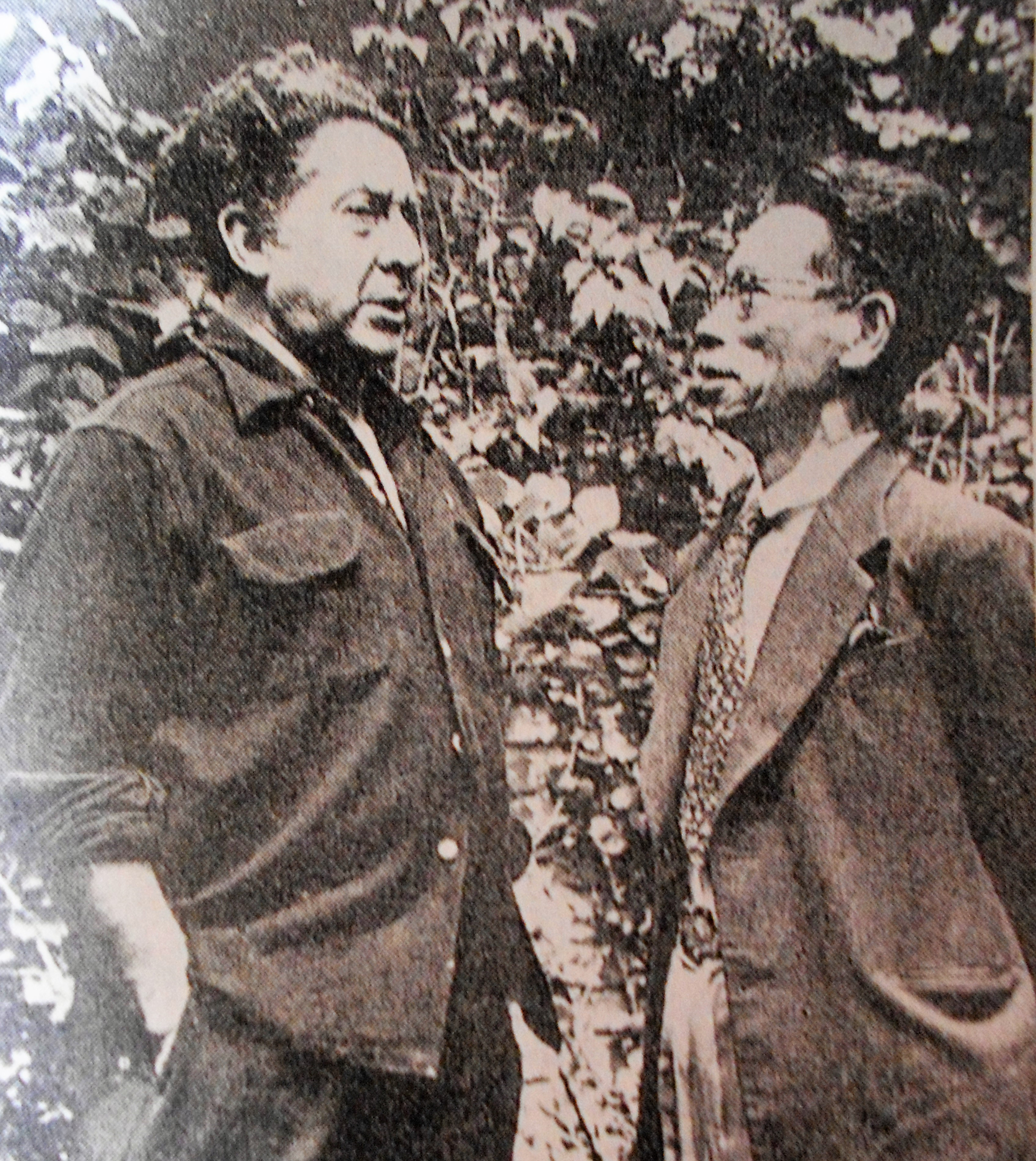
シケイロスと北川（再訪時の1955年）
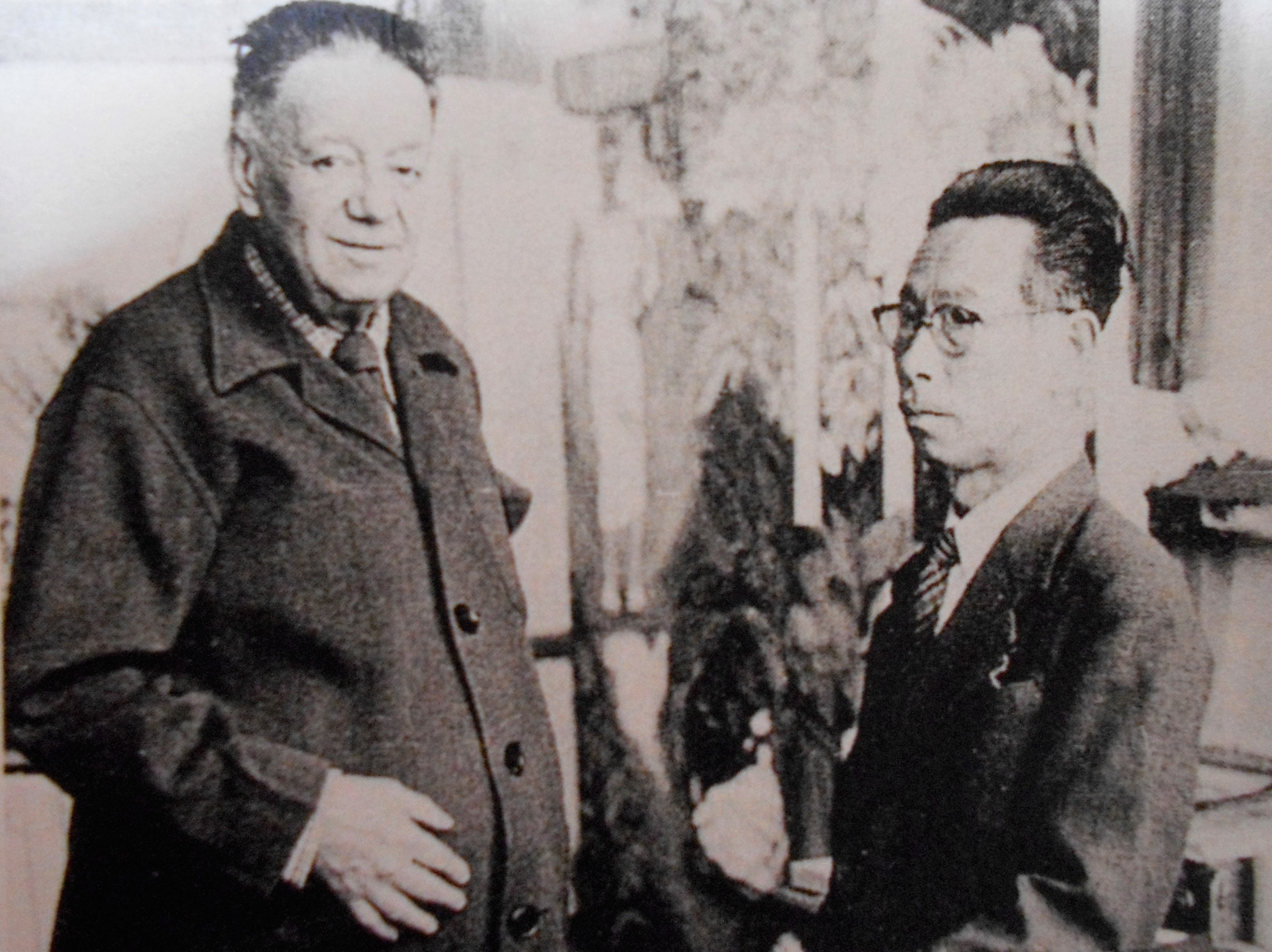
リベラと北川（再訪時の1955年）

### 戦前

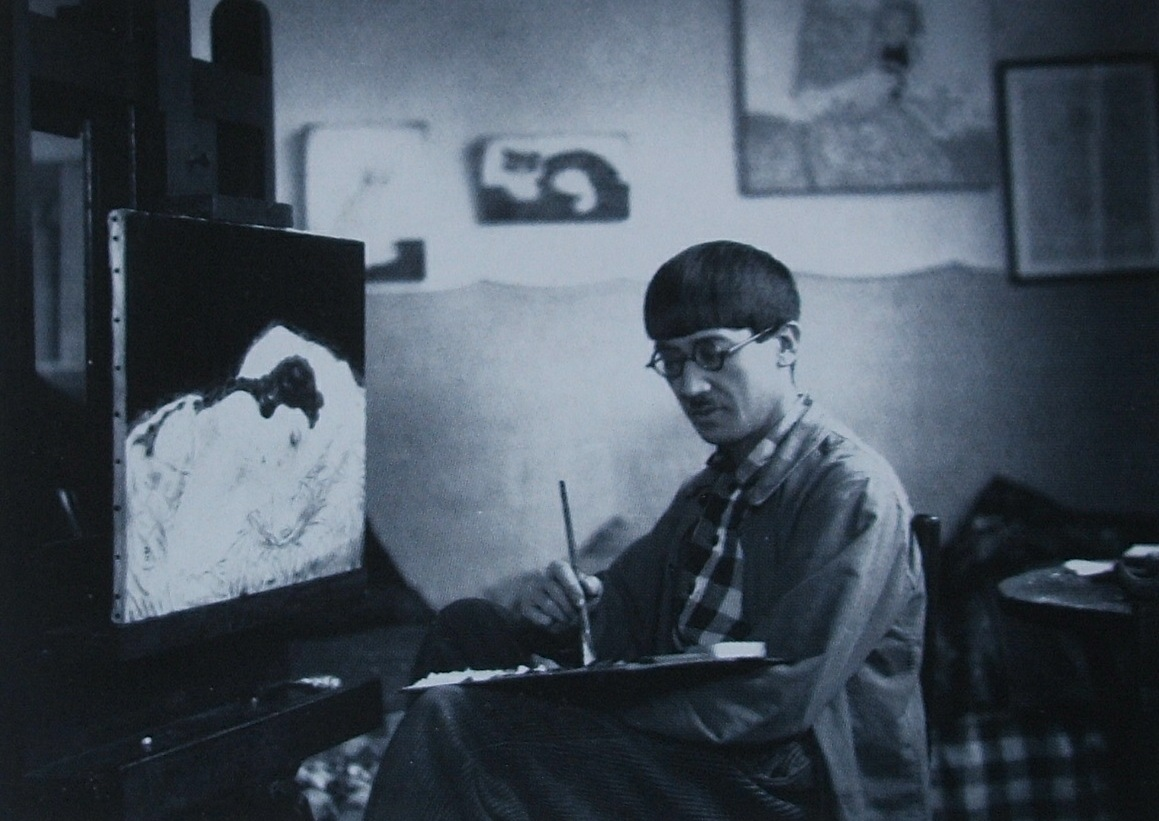
北川と親交のあった藤田嗣治

日本帰国後にはまず静岡県に滞留し、次いで妻の実家がある愛知県瀬戸市刎田町で1年近く過ごした。1936年から1937年（昭和12年）には水彩画の連作『瀬戸風景』を描いており、当時はほとんど注目されることがなかったが、後に学芸員の村田眞宏はこの連作について「日本の水彩画の歴史に新しい1ページを加えた」と評価している。1937年8月には上京して東京市豊島区長崎仲町に転居した。同年9月には第24回二科展に5点を出品し、藤田嗣治の推薦で二科会会員となった。
帰国後の数年間には油彩画やテンペラ画以外でも精力的な制作活動を行っており、水彩画や版画でも重要な作品を残している。当時の日本の洋画壇の中では異質の画風を持ち、その作品はメキシコ派と呼ばれた。同年11月にはやはり藤田の紹介により、銀座の日動画廊で初個展を開催している。日本帰国後から終戦までの期間はもっとも生産的だった期間であり、美術評論家の久保貞次郎は、この期間に多い青灰色の色調からこの期間を「灰色の時代」と名付けている。
1938年（昭和13年）2月には横浜市教育会館で講演会を行う傍らで、メキシコから持ち帰った児童画の展覧会を開催している。二科展に出品し続けたほか、戦前には1939年（昭和14年）に聖戦美術展、1940年（昭和15年）に紀元二千六百年奉祝美術展、1943年（昭和18年）に新文展に出品している。1942年には久保貞次郎の資金援助により、久保らと設立したコドモ文化会が北川原作の絵本『マハフノツボ』を出版したが、その後は用紙の入手すら困難となって絵本の出版を挫折した。1943年11月には疎開先として5年ぶりに瀬戸市にやってきて、以後は1968年まで瀬戸市に住んだ。1944年（昭和19年）から終戦までは愛知県立瀬戸高等女学校（現・愛知県立瀬戸高校）の図画教師を務めた。瀬戸市は陶土や珪砂の採掘もおこなう窯業の町であり、銀鉱山で栄えたタスコと共通点があった。

### 戦後

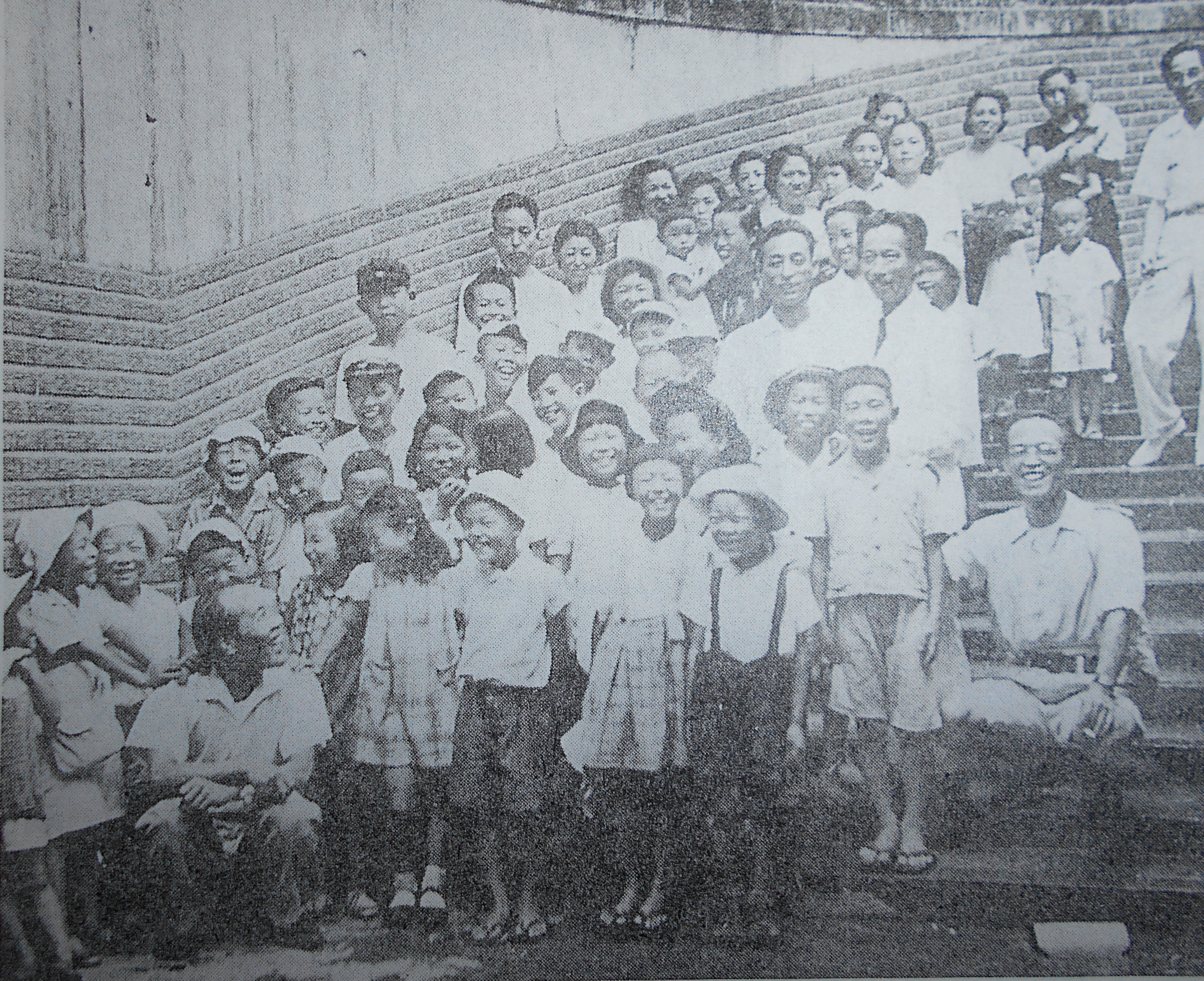
名古屋動物園美術学校

太平洋戦争後には二科展のほかに、美術団体連合展、日本国際美術展、現代日本美術展、国際具象美術展、国際形象展、太陽展などに精力的に出品を行った。1949年（昭和24年）夏と1950年（昭和25年）夏には、名古屋市の東山動物園内に名古屋動物園美術学校を開校。1か月に渡って開校されたこの学校は保護者からの評判も良かったが、移転計画の頓挫などに失望している。1951年（昭和26年）には名古屋市東山に北川児童美術研究所を設立した。この頃には高知・福井・新潟・長野などで美術教育に関する講演を行っている。1952年（昭和27年）5月には創造美育協会の発起人となり、全国を回って「創造美育運動」のセミナーを開催した。同年には第5回中日文化賞を受賞している。このように昭和20年代は壁画制作の研究や美術教育の実践などに力を入れていたため、展覧会への出品数は他の期間に比べて少ない。
1955年（昭和30年）から1956年（昭和31年）には約20年ぶりにメキシコを訪問し、その他にも中南米、フランス、スペイン、イタリアなどを旅行した。神奈川県立近代美術館では須田国太郎との2人展が開催され、画集や版画集も刊行された。1950年代には輪郭線や分割線のある線描で画面を構成することが多く、灰色や褐色ではない明るい色調の作品が増えた。『絵を描く子供たち』や『子どもの絵と教育』を刊行するなど、児童画教育の実践だけでなく理論面でも活躍した。

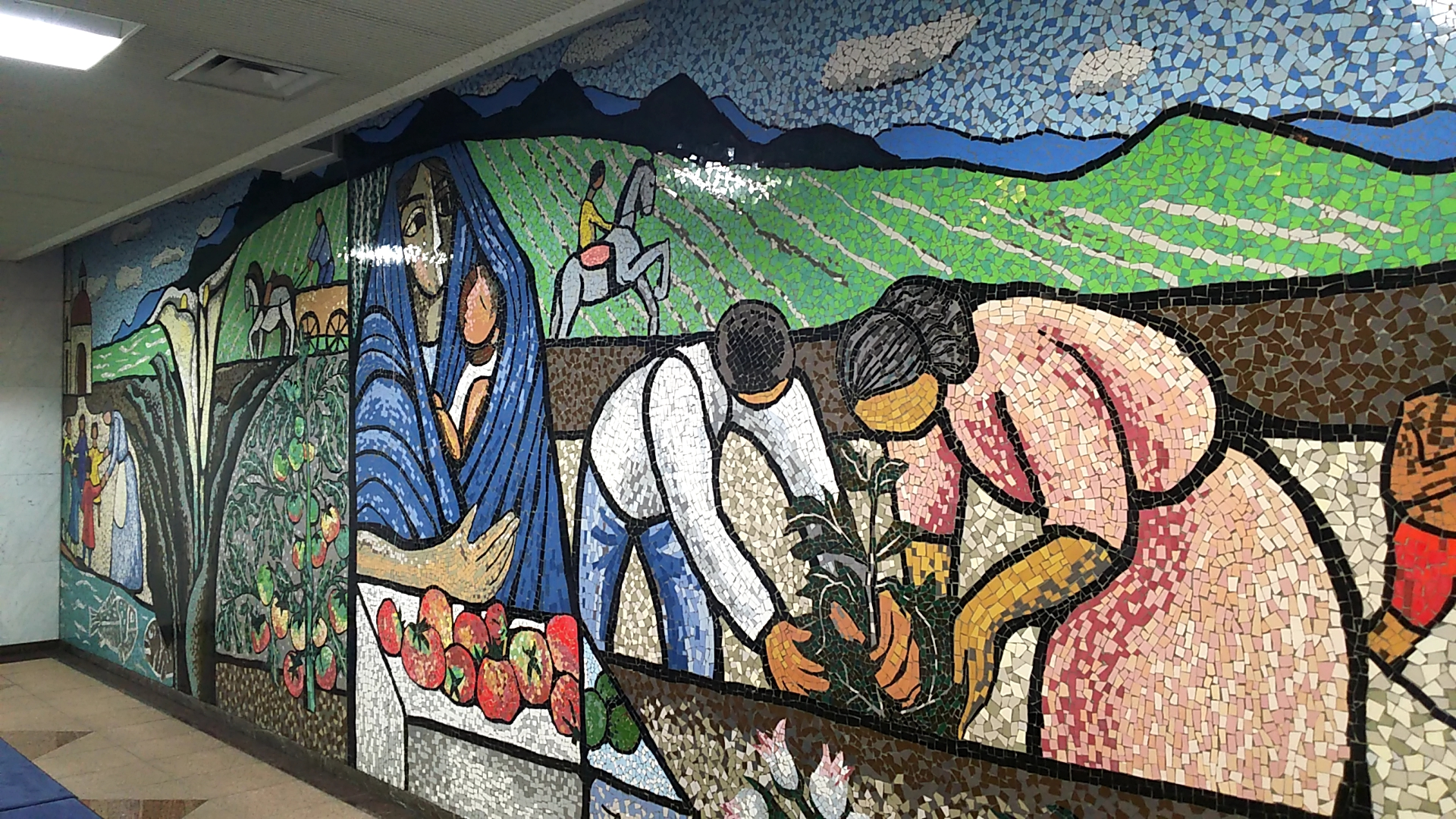
カゴメ名古屋本社の壁画『TOMATO』

北川は帰国してからずっと壁画の製作を夢見てきたが、1959年（昭和34年）には大きな壁画2作品をほぼ同時期に完成させた。名古屋市中区の名古屋CBCビルの壁画と瀬戸市民会館の壁画である。名古屋CBCビルに設置された大理石のモザイク壁画『芸術と平和』は高さ6.8メートル×幅16.6mの大きさであり、ペンなどを手にした女性たちが描かれている。瀬戸市民会館のモザイク壁画は高さ2.5メートル×幅4メートルであり、瀬戸市赤津町の窯元で製作された陶板が使用された。
1962年（昭和37年）には名古屋市中区のカゴメ名古屋本社ビルに、高さ3メートル×幅15メートルの壁画『TOMATO』を製作した。カゴメ創業者の蟹江一太郎からは「トマトはなるべく赤く」などという注文がついたという。(カゴメ名古屋本社ビル建替、2020年壁画一部はINAXライブミュージアムへ寄贈。)1970年（昭和45年）には瀬戸市立図書館壁面に陶板壁画を製作。「妄想におびえる人間が本で知識を付けて妄想を拭い去る」というメッセージが込められており、北川の壁画としては最後の仕事となった。
1950年代末から1960年代には、安保闘争や公害問題などの社会問題を主題とする政治的な作品を多く製作し、北川様式とも呼べる絵画表現を確立させた。メキシコ・花・母子像の画家というイメージは1960年代に定着したとされ、題材に時事問題を取り入れるようになったのは1960年代以後とされる。1960年代後半から1970年代には、原色を多用した作品を製作し、太くて堅い線ではなく柔らかい線が用いられるようになった。この時期には銅版画・石版画・木版画などの作品も制作している。

### 晩年
1968年（昭和43年）12月には瀬戸市に隣接する東春日井郡旭町（現・尾張旭市）旭台に転居した。1970年（昭和45年）前後には母子や花などのエッチングに精力を傾け、1970年の1年間には60点を超える銅版画を製作している。メキシコ時代から水墨画も描いており、1970年前後には水墨画でも多くの作品を残した。80歳に近づいた1970年代半ばには、新しい画題として故郷静岡県の茶畑を取り入れた。
1978年（昭和53年）4月に二科会会長の東郷青児が死去すると、北川が後任の二会長に就任したものの、同年9月に会長を辞任し、1979年（昭和54年）には二科会を脱退した。二科会を退いたのとほぼ同時期には、絵筆を置く表明も行っている。これ以後の作品は数少なく、最晩年の1985年（昭和60年）から1987年（昭和62年）にアクリル絵具で色紙に描いた十点ほどの作品があるのみである。1986年（昭和61年）にはメキシコ政府から、外国人に対する最高位の勲章であるアギラ・アステカ勲章を授与された。その一方で、愛知県が北川に勲章を与えようとした際には固辞している。1989年（平成元年）4月26日、瀬戸市の陶生病院で死去。死因は肺線維症。97歳だった。
1989年7月からは名古屋市美術館で回顧展「追悼 北川民次展」が開催された。1996年（平成8年）11月から1997年（平成9年）1月には愛知県美術館で「北川民次展」が開催された。1996年中は穏やかな客入りだったが、年を越してから入場者が増加し、結果的には約3万人の鑑賞者を集めた。

## 作風

### 題材

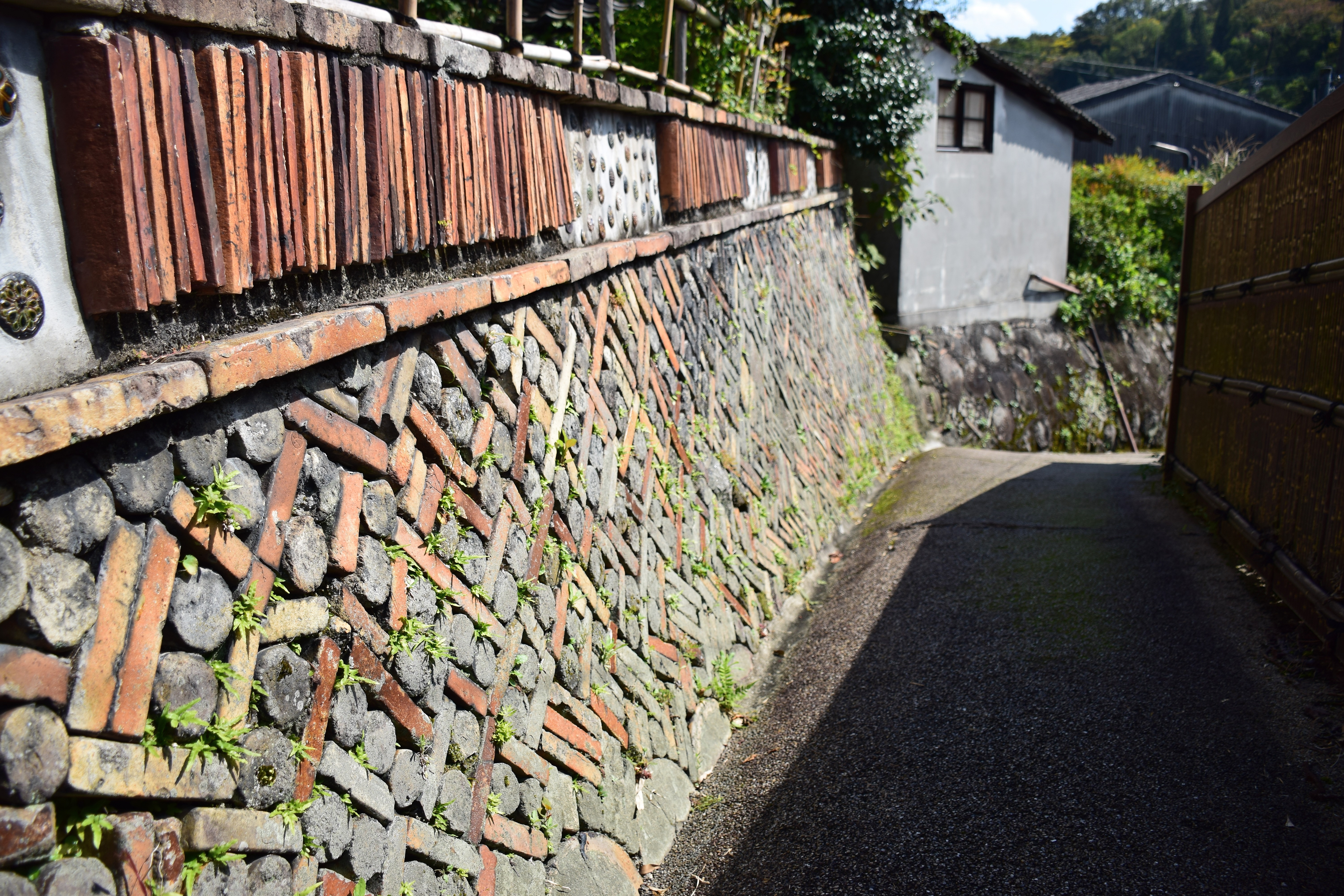
窯業で栄えた瀬戸の街並み

明治期以降の日本の洋画家は主にフランス・パリに目を向けていたが、北川の他に清水登之(1887-1945)、国吉康雄(1889-1953)、石垣栄太郎(1893-1958)、野田英夫(1908-1939)などは若くしてアメリカ合衆国に渡って画家として飛躍した。彼らは苦しい下積み時代を経験しており、一様に民衆に関心を寄せた。北川の作品の題材となったのは、民衆、労働者、瀬戸の裏町、工場、母子像、花、バッタ、風景などである。メキシコでは古代からバッタが神の使いであるとされ、絵画の題材にもなっていたが、日本でバッタを絵画の題材としたのは北川が初めてだとされる。
1939年の『銃後の少女』は軍国主義を、1960年の『白と黒』は反対する民衆を、1961年の『セブンティーン』は浅沼稲次郎暗殺事件を起こした少年の暴力を、『女医』はサリドマイド児の薬禍を、1973年の『百鬼夜行』はよど号ハイジャック事件をテーマにしている。北川は生涯に渡って権威に抵抗した。静岡県出身であり数多くの風景画を描いているが、茶畑を題材に選ぶことはあっても、権威の象徴としてとらえていた富士山を題材に選ぶことはなかった。また、京都の舞妓のように華美なものを描くことも嫌った。政治的な題材の作品を多く制作し、日本で北川の作品はグロテスクで近寄りがたいとされていた時期もあった。

### 油彩
北川が描いた題材ははっきりとした輪郭線を持ち、細部は省略されるか簡略化され、形態はデフォルメされている。量感や存在感を強めるためにのみモデリング（立体感の創出）が施され、微妙な色調の変化は排除されている。遠近法は使われているものの、画面は奥行きを持たずに横に広がり、平面的な装飾性を有している。技術面では構図のセンスが抜群であり、テンペラの技法にも優れていた。100号の大作を1週間あまりで仕上げる制作力を持っていた。

### 版画
その生涯に342点以上の版画も製作しており、戦前の木口木版の諸作品は日本の近代版画史の中で高い評価を得ている。版画の代表作には『瀬戸十景』、『メキシコの浴み』（1941年頃）、『タスコの裸婦』（1941年頃）などがある。戦後には木版画や石版画の画集を刊行するなどして大衆から人気を得て、「Peintre-graveur」（画家にして版画家）としての地位を確立させた。

## 評価

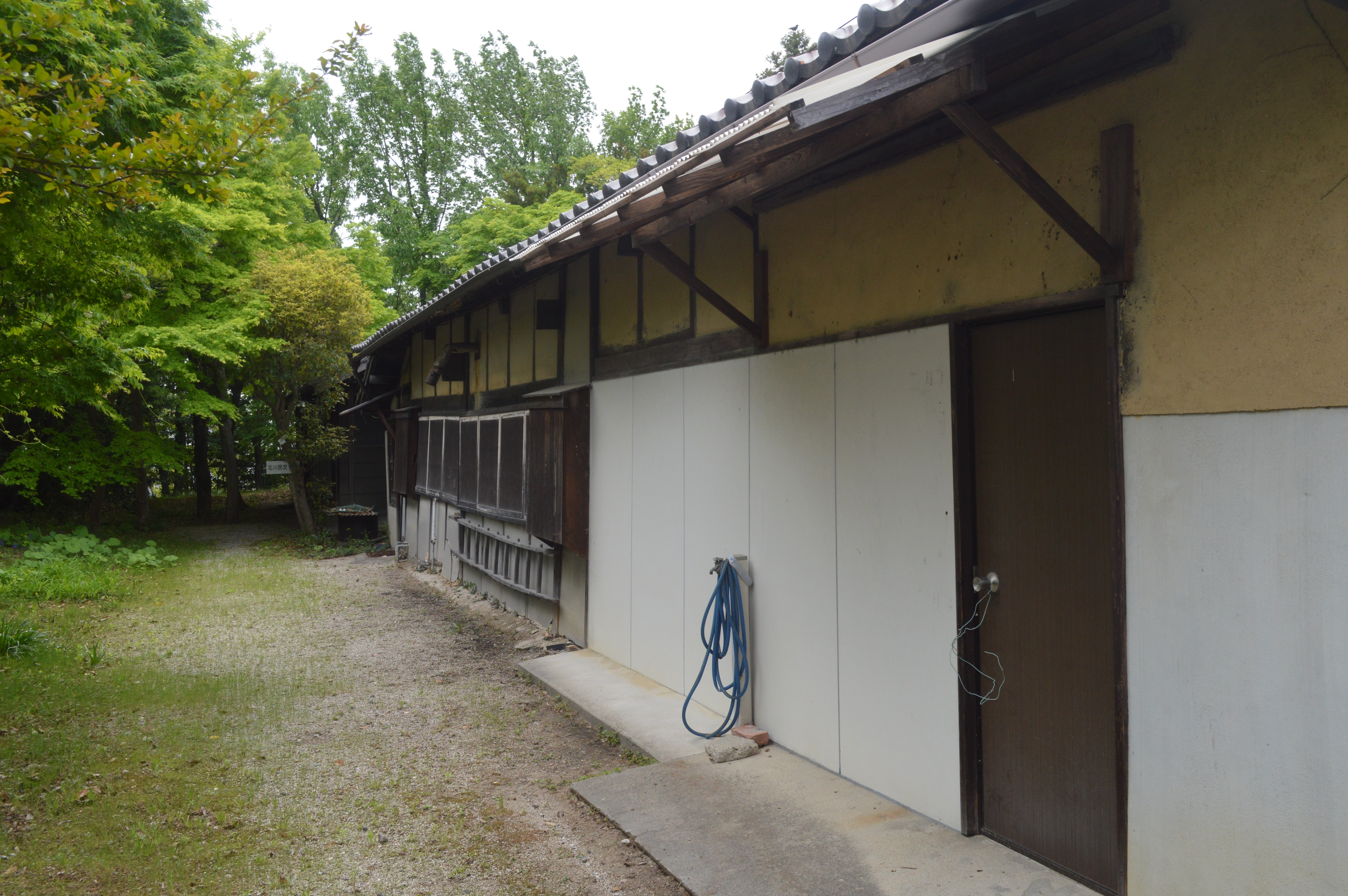
瀬戸市安戸町にあるアトリエ

メキシコで行った児童美術教育はメキシコ国内だけでなく欧米でも注目を集めており、北川は児童美術教育における世界的な先駆者である。「日本画壇のアウトサイダー」「不遇の画家」「美術史から消された異質の画家」と評されることもある。日本画壇では不遇な地位にあったが、その作品のファンは日本全国に存在する。アギラ・アステカ勲章を授与されたメキシコでは、スペイン語で巨匠を意味する「マエストロ」と呼ばれて敬愛されている。
骸骨を好んで描いたメキシコ人画家ホセ・グアダルーペ・ポサダを日本に紹介したのは北川である。アメリカ合衆国の画家・版画家ジョン・マリンも北川によって日本で知られるようになった。
瀬戸信用金庫は1958年（昭和33年）から北川民次をテーマとするカレンダーを製作しており、その製作部数は2003年時点で年間9万部にも及ぶ。瀬戸市周辺だけでなく、関東地方・九州地方・東北地方にもこのカレンダーを楽しみにする北川ファンがいるという。1959年（昭和34年）に開館した瀬戸市民会館が取り壊され、後継施設として2005年（平成17年）に瀬戸蔵が建設された際には、瀬戸市民会館に設置されていた壁画が瀬戸蔵に移設された。
瀬戸市安戸町にある北川のアトリエには北川の支援者の一人が居住していたが、1992年には空き家となった。その後北川の作品の愛好家が4000万円の募金を集め、借地だった敷地ごと買い取って1992年9月に瀬戸市に寄贈した。大正時代の建築物であるため傷みがひどく、瀬戸市も運用方法を決めかねていたため、1994年には有志によって「北川民次のアトリエを守る会」が発足した。「守る会」は木造平屋建のアトリエを春と秋の年2回、一般公開している。

## 受賞・受章
- 1952年 第5回中日文化賞[1]
- 1953年 愛知県教育功労者[23]
- 1964年 第6回現代日本美術展優秀賞[2]
- 1986年 メキシコ政府 アギラ・アステカ勲章（英語版）[23][26]

## 展覧会
- 1937年 「メキシコ作品展」（日動画廊）
- 1957年 「須田国太郎・北川民次 2人展」（神奈川県立近代美術館）
- 1961年 「藤田・北川展」（本間美術館）
- 1973年 「画業60年北川民次回顧展」（東急百貨店日本橋店など、毎日新聞社主催）[2]
- 1974年 「バッタの哲学展」（飯田画廊）
- 1989年 「北川民次展」（名古屋市美術館・静岡県立美術館）
- 1991年 「北川民次版画展」（豊田市美術館）
- 1996年-1997年 「北川民次展」（愛知県美術館）
- 2007年 「メキシコと北川民次展」（浜松市美術館）
- 2009年 「北川民次展」（瀬戸市美術館）
- 2015年 「北川民次展」（瀬戸市美術館）
- 2024年 「生誕130年記念北川民次展メキシコから日本へ」（名古屋市美術館)
- 2024年 「生誕130年記念北川民次展メキシコから日本へ」 (世田谷美術館)
- 2025年 「生誕130年記念北川民治展メキシコから日本へ」 (郡山市立美術館)

## 著書
- 『絵を描く子供たち』岩波書店〈岩波新書〉、1952年[2]
- 『子供の絵と教育』創元社、1953年[2]
- 『北川民次画集』美術出版社、1956年[2]
- 『メキシコの誘惑』新潮社、1960年[2]
- 『北川民次画集』日動出版、1974年（再版）[2]